# Sinnayah Sabapathy
Sinnayah Sabapathy (* 30. November 1947 in Seremban; † 14. Dezember 2022 ebenda) war ein malaysischer Leichtathlet.

## Leben
Sinnayah Sabapathy wuchs, nachdem seine Mutter, als er ein Jahr alt war, starb, bei der Familie von Ishtiaq Mubarak auf, dessen Vater ihn zur Leichtathletik brachte. Sabapathy trat dem Jets Athletics Club in Kuala Lumpur bei und trainierte mit Mubarak. Bei den Olympischen Spielen 1972 in München nahm Sabapathy in der 4 × 400-m-Staffel zusammen mit Tambusamy Krishnan, Mohamed Hassan bin Osman und Baba Singhe Peyadesa teil.
Bei den Südostasienspielen 1973 gewann er einen kompletten Medaillensatz, darunter Gold mit der malaysischen 4 × 400-m-Staffel, Silber über 200 m und Bronze in der Staffel über 4 × 100 m. Bei den Südostasienspielen 1975 in Bangkok konnte er jeweils Bronze über 4 × 200 und 4 × 400 m gewinnen.
Sein Bruder Arumugam Sabapathy war Hockeyspieler und nahm an zwei Olympischen Spielen teil.